# Dansk kokleare
Dansk kokleare (Cochlearia danica) er en enårig, 10-20 cm høj plante i korsblomst-familien. Arten er udbredt langs Vesteuropas kyster. Dansk kokleare er kendetegnet ved, at de nedre stængelblade er stilkede og ofte trelappede, mens de øvre er ustilkede med spydformet, ikke omfattende grund. De hvide eller sjældnere rødlige blomster er 6-7 mm. Skulperne er kugleformede og 4-7 mm lange.
I Danmark findes dansk kokleare hist og her langs alle kyster på åben sandet bund, strandvolde samt på tuer på strandenge. Den blomstrer i maj og juni.